# Deutsches Edelsteinmuseum

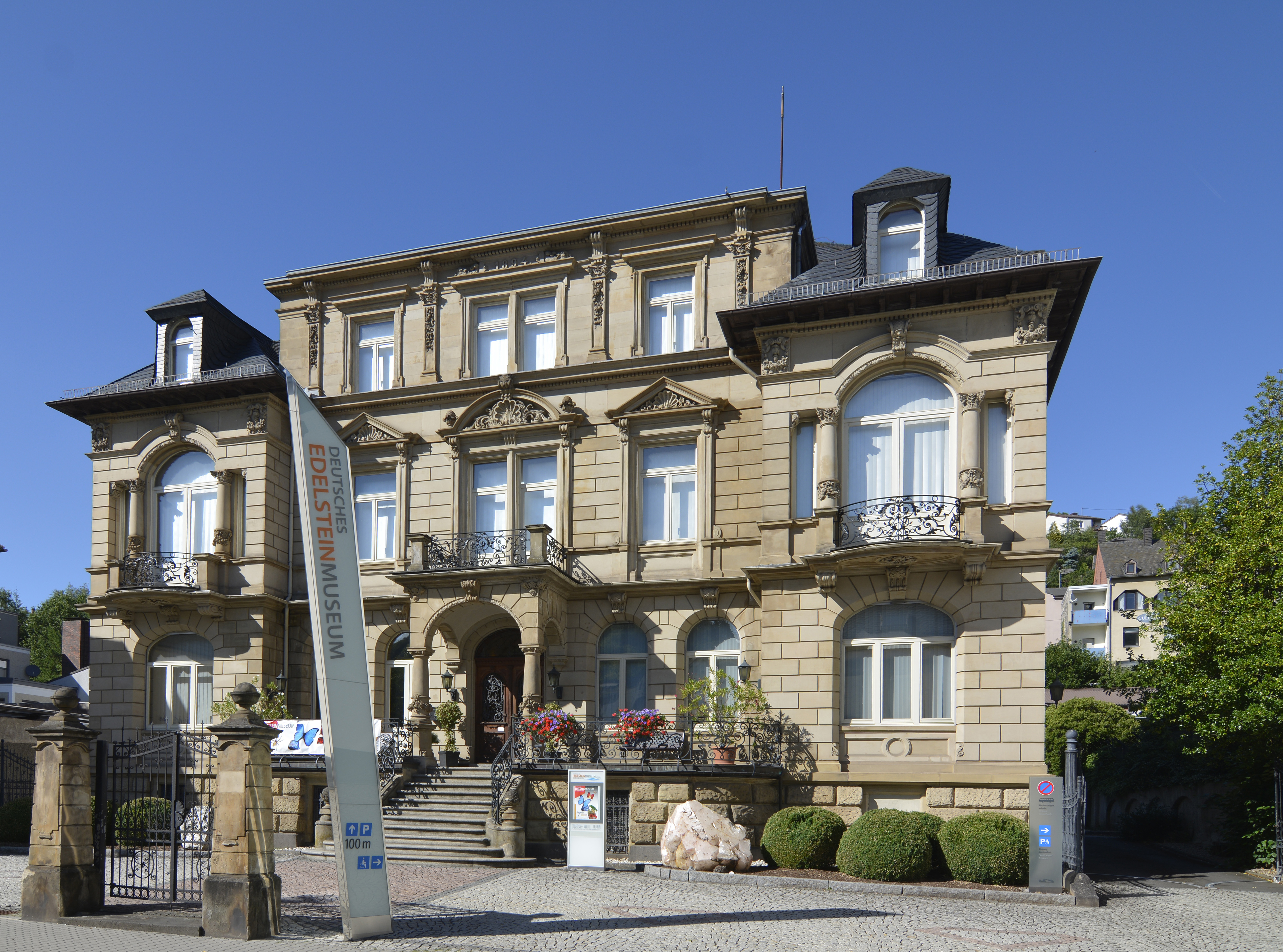
Deutsches Edelsteinmuseum in Idar-Oberstein

Das Deutsche Edelsteinmuseum befindet sich in Idar-Oberstein an der Hauptstraße im Ortsteil Idar und nahe dem Börsenhochhaus. Im Museum werden alle Schmuckstein- und Edelsteinarten der Welt in über 10.000 Exponaten ausgestellt. Ein besonderer Schwerpunkt des Museums ist die Darstellung der heimischen Mineralien (vor allem der Achate) und deren Verarbeitung. Aber auch Gravuren und Skulpturen aus aller Welt werden gezeigt.
Die Geschichte des Deutschen Edelsteinmuseums reicht in die Mitte des 19. Jahrhunderts zurück. Damals erließ die oldenburgische Regierung (das obere Nahegebiet gehörte seit 1817 auf Beschluss des Wiener Kongresses als Fürstentum Birkenfeld zu Oldenburg) unter anderem ein Gesetz über die Einrichtung eines Gewerberates. Eine der ersten Amtshandlungen dieses Gewerberates war die Einrichtung einer Gewerbe- und Industriehalle am Alexanderplatz in Idar im Dezember 1859, zunächst als Verkaufsausstellung der Industrieerzeugnisse. Dies war der erste Vorläufer des Edelsteinmuseums.
Die sogenannte „Neue Gewerbehalle“ wurde 1897 bezogen. Dort wurden die Produkte der Edelsteinindustrie gezeigt, diesmal als eine Art „Leistungsschau“ ohne Verkauf. Nach mehr als 75 Jahren wurde die Gewerbehalle geschlossen und in die neu gebaute „Diamant- und Edelsteinbörse“ verlegt, ergänzt und am 17. November 1973 als „Deutsches Edelsteinmuseum“ neu eröffnet.
Im Jahr 1996 gab die Bundeswehr die Villa „Purpers Schlößchen“ für die Konversion frei. Der Bundesverband der Edelstein- und Diamantindustrie e. V., unter dessen Verwaltung das Deutsche Edelsteinmuseum bisher gestanden hatte, organisierte zusammen mit engagierten Freunden des Museums den Übergang in die neue Rechtsform. Die neu errichtete „Stiftung Deutsches Edelsteinmuseum“ ermöglichte den Ankauf und den Ausbau der Villa, die seitdem der weltweit berühmten Sammlung den angemessenen Rahmen gibt.
Seit der Gründung 1973 besichtigten mehr als vier Millionen Besucher das Deutsche Edelsteinmuseum.
Einige Exponate:

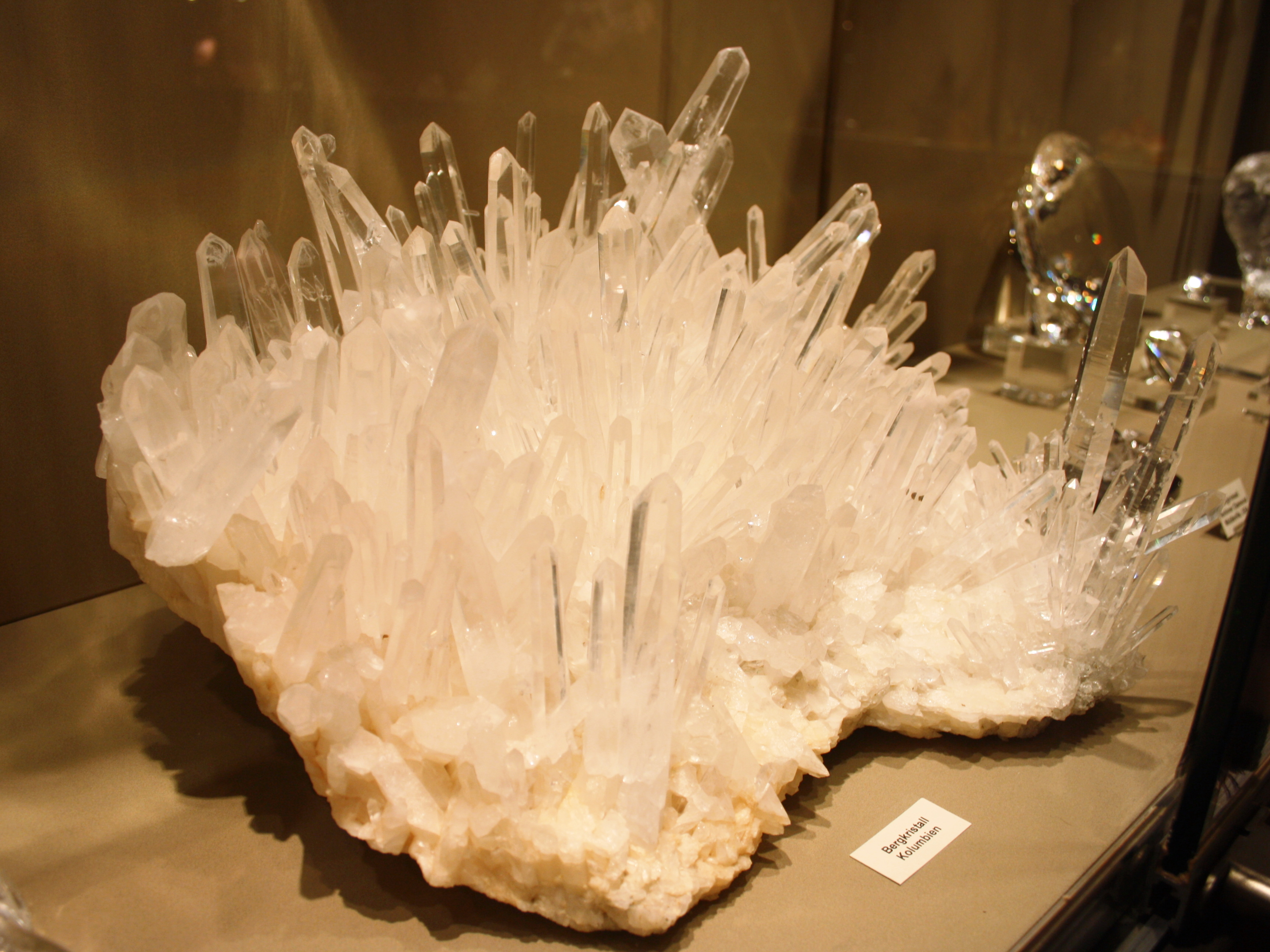
Bergkristall
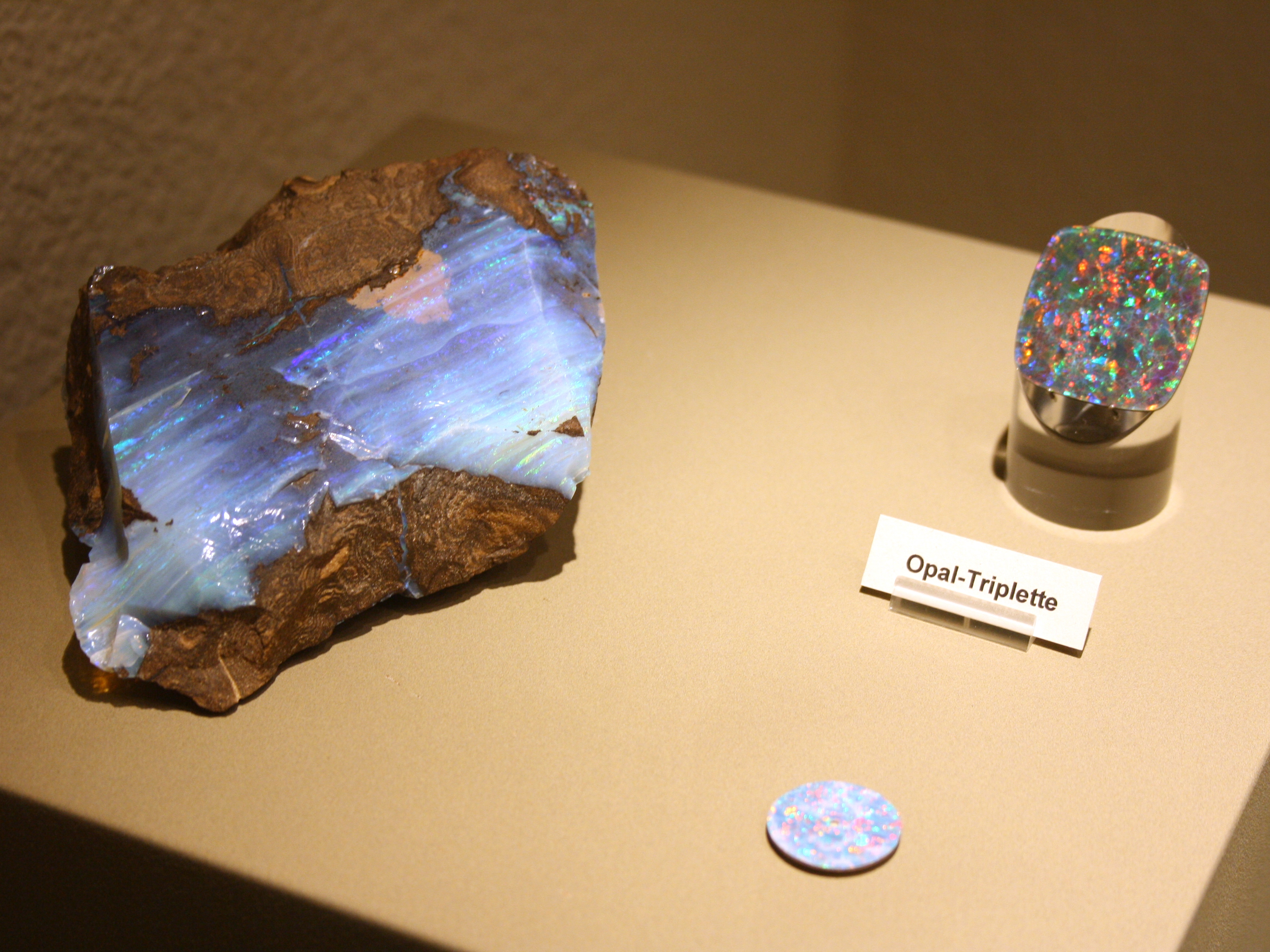
Opal
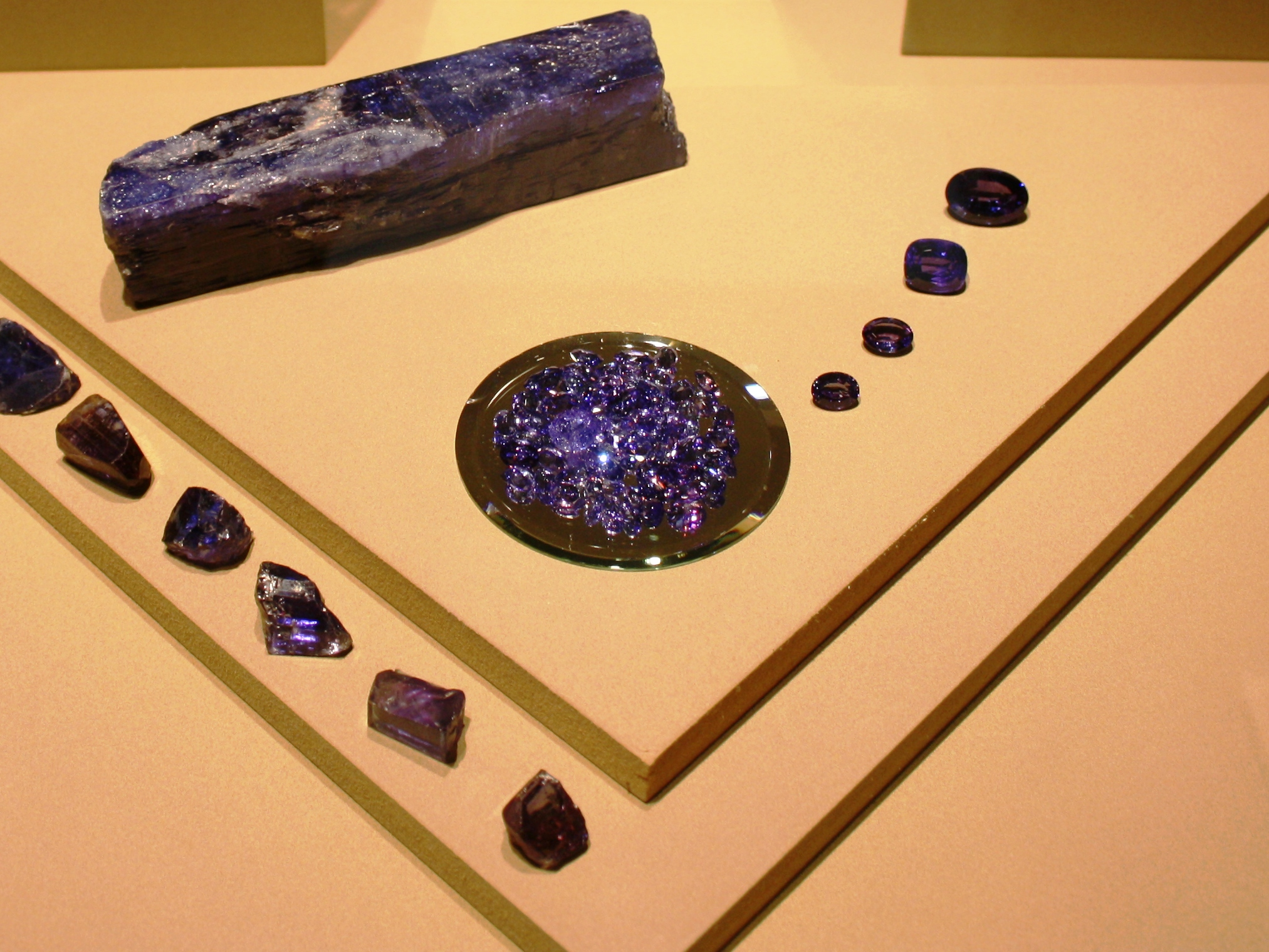
Tansanit
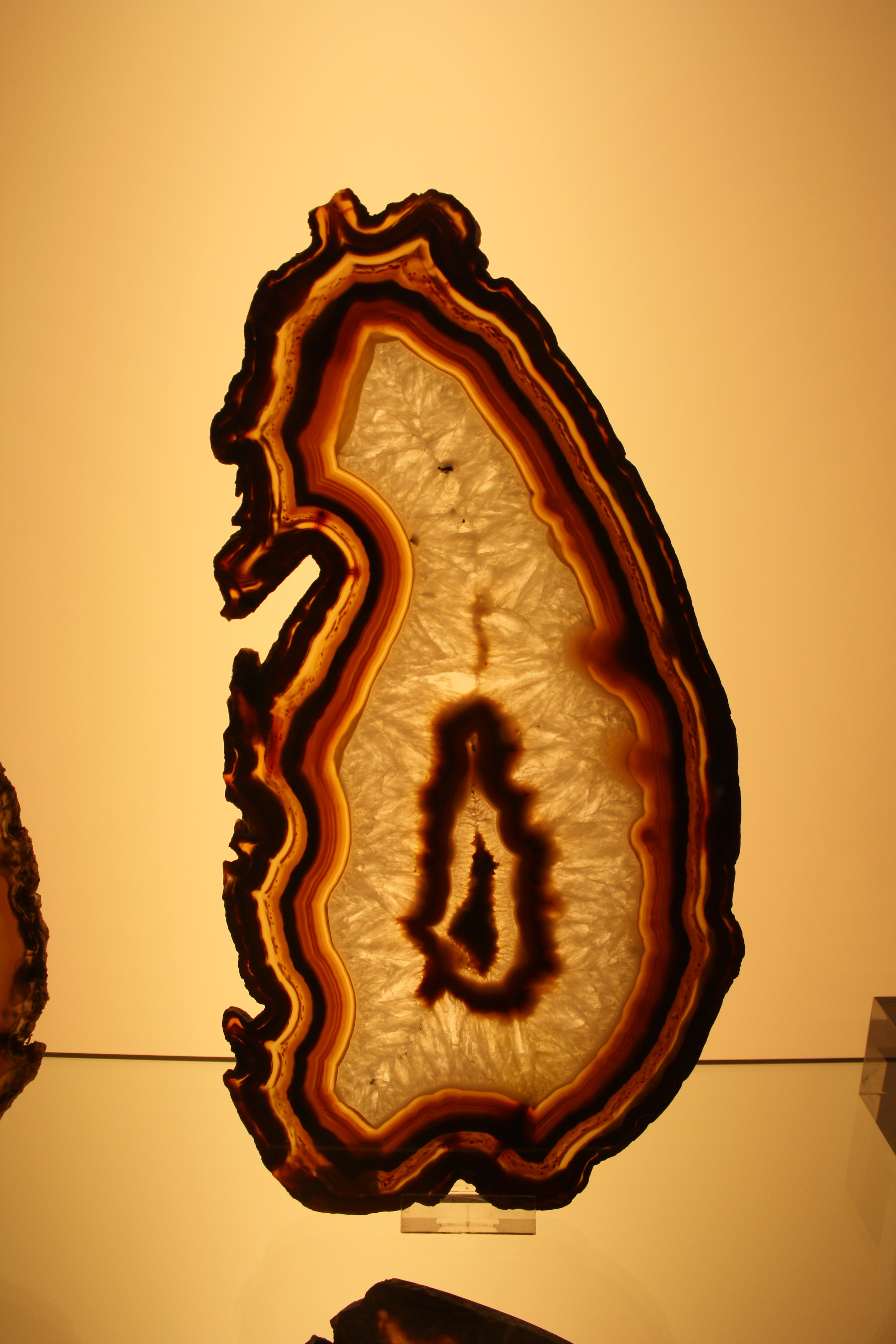
Achat
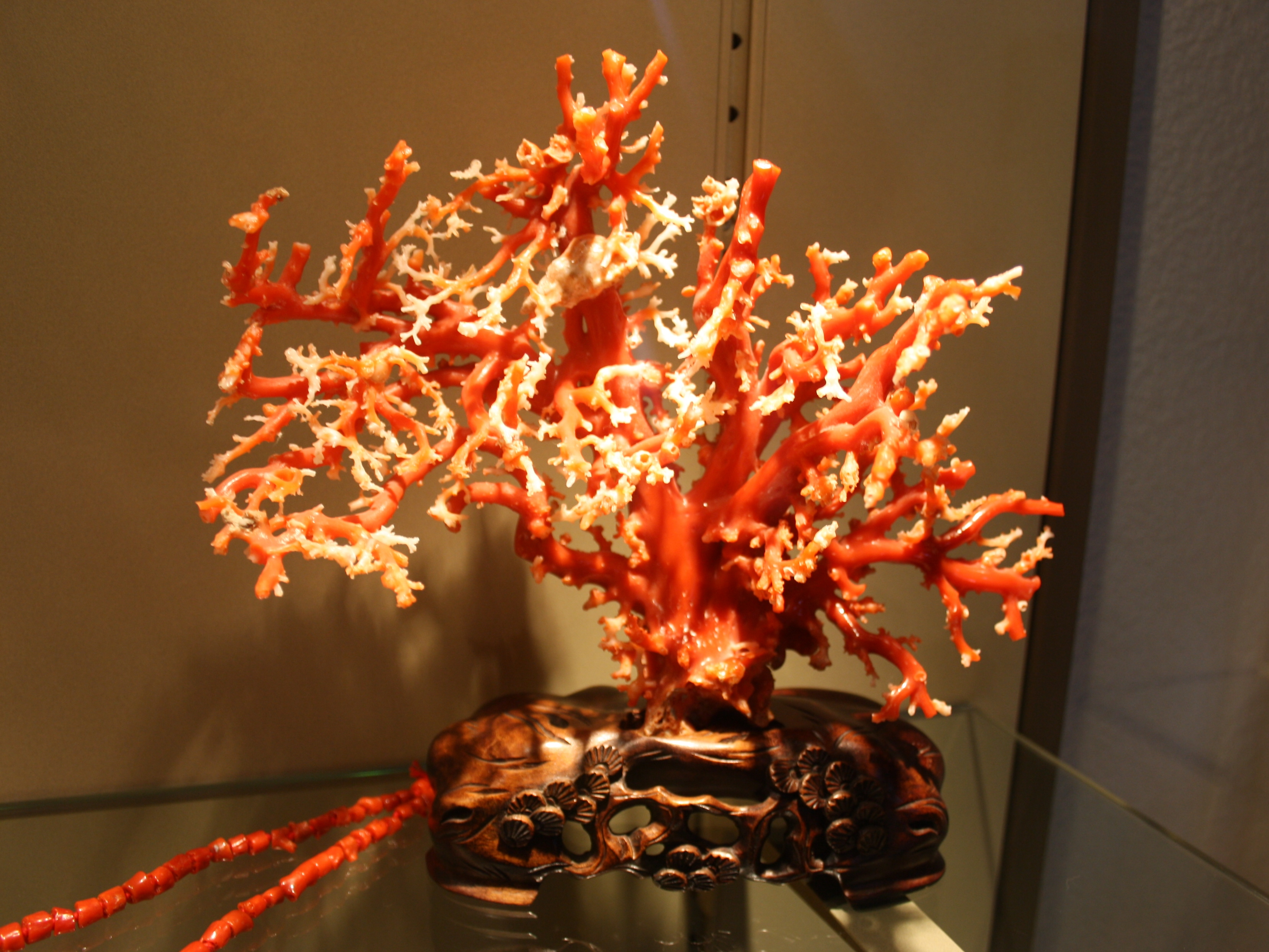
Koralle
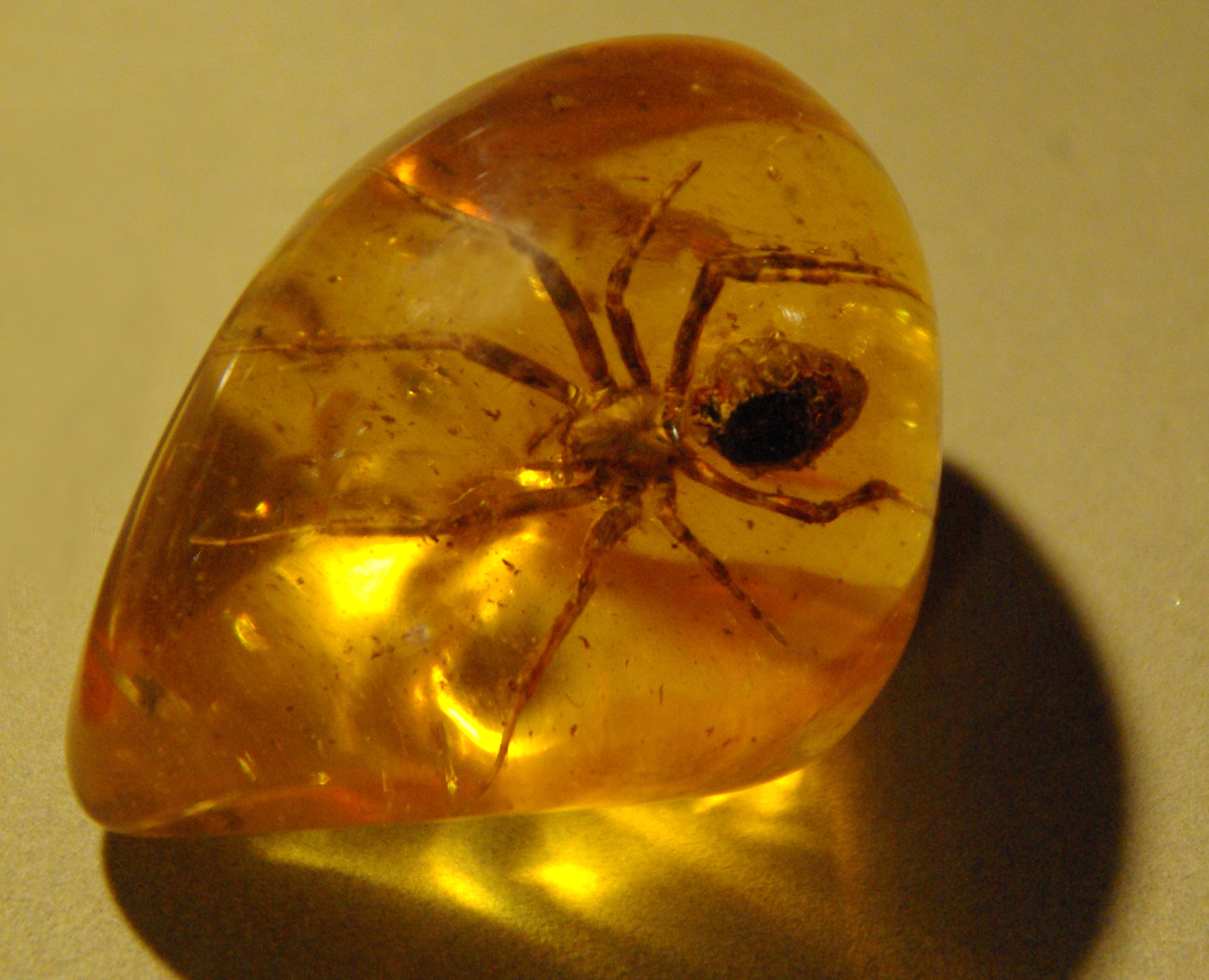
Bernstein mit eingeschlossener Spinne
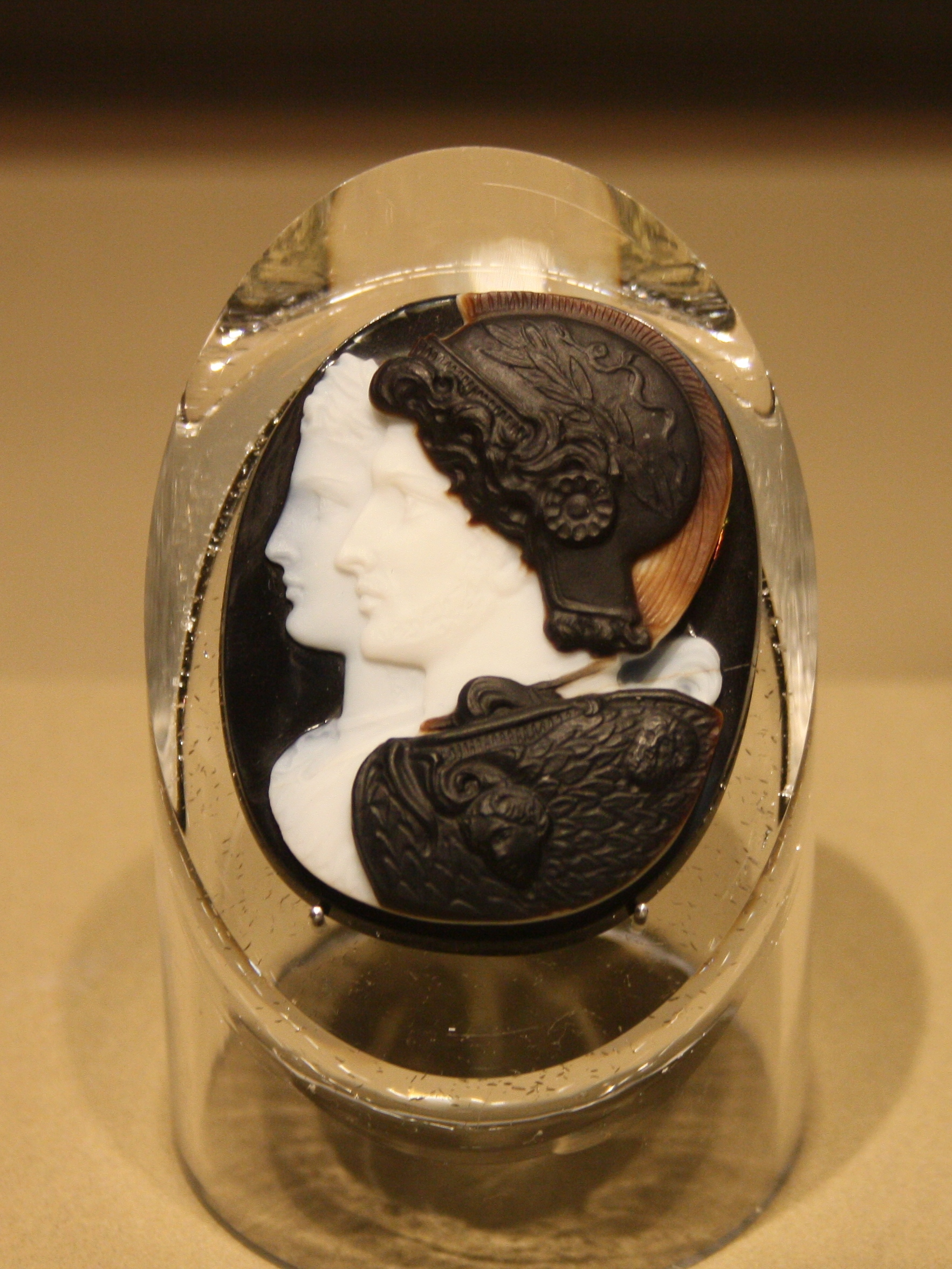
Antike Kamee
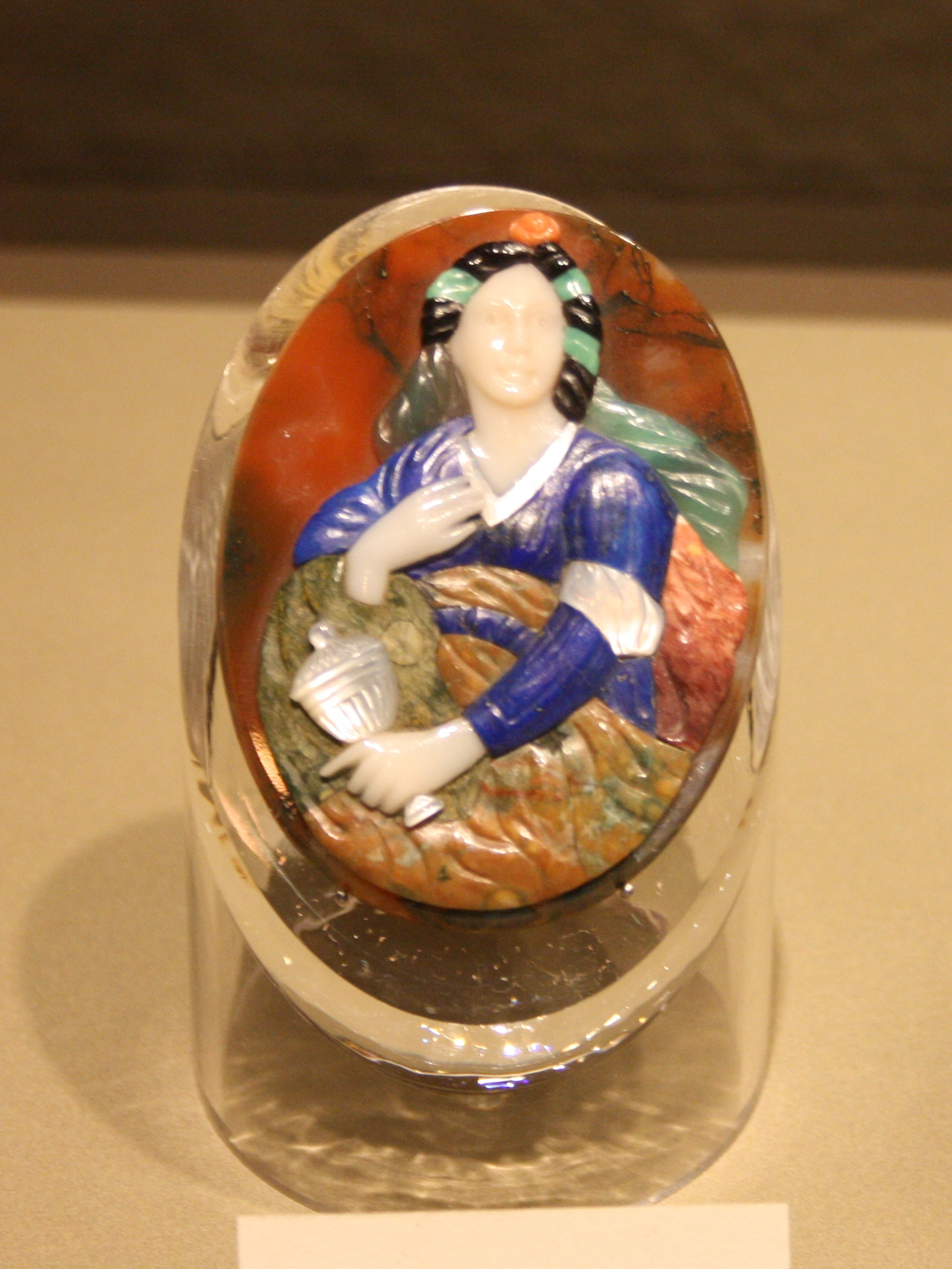
Kamee